# بعثات زنانة

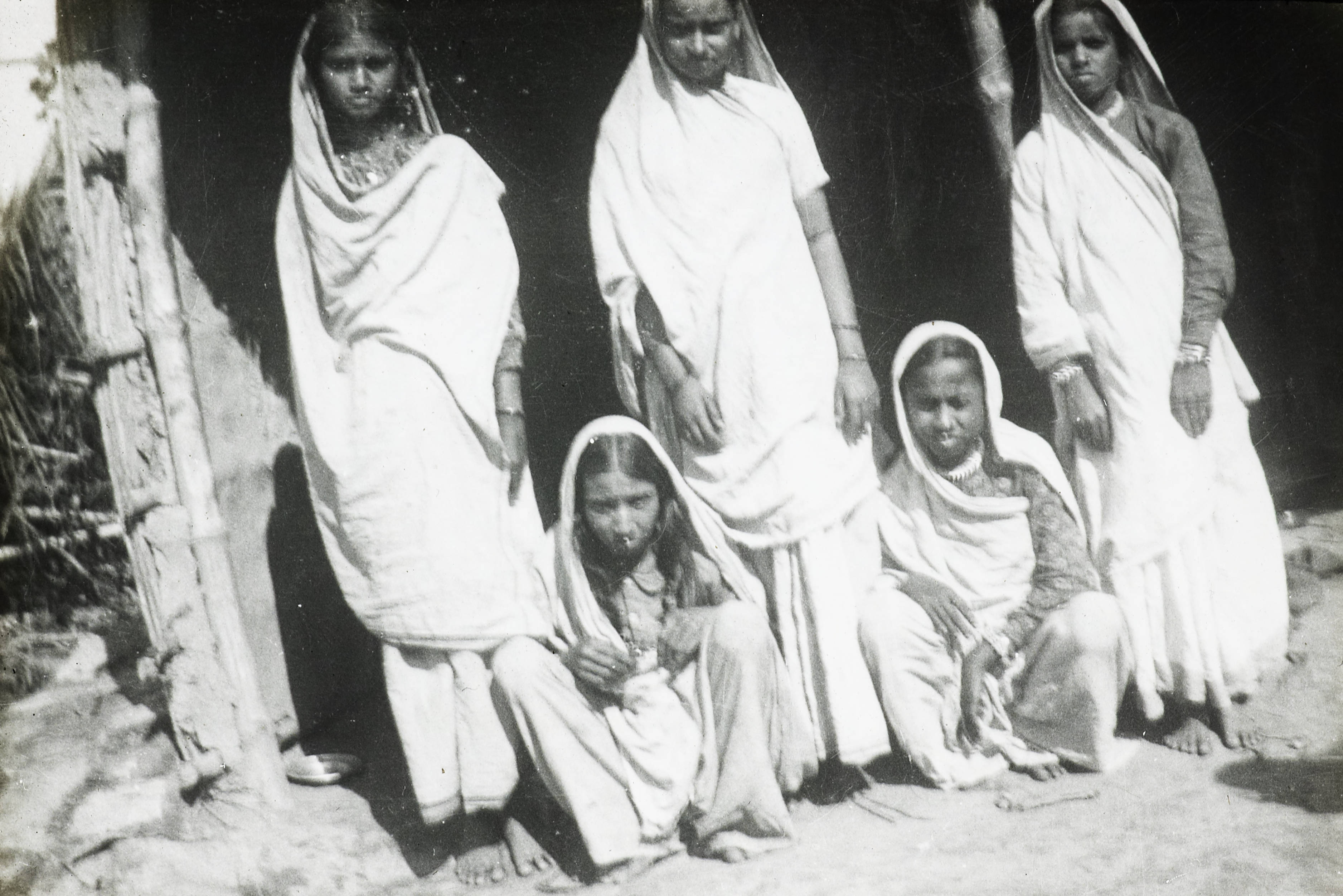
نساء الطبقة العليا ، هاركوا ، الهند ، ج. 1915

بعثات زنانة، عبارة عن برامج توعية تم إنشاؤها في الهند البريطانية بهدف تحويل ديانة النساء إلى المسيحية، منذ منتصف القرن التاسع عشر أرسلوا مبشرين إناث إلى منازل النساء الهنديات؛ بما في ذلك المناطق الخاصة في المنازل - المعروفة باسم زنانة - التي لم يُسمح للزوار الذكور برؤيتها. توسعت هذه البعثات تدريجياً من العمل التبشيري البحت إلى توفير الخدمات الطبية والتعليمية، لا تزال المستشفيات والمدارس التي أنشأتها هذه البعثات نشطة، مما يجعل بعثات زنانة جزءًا مهمًا من تاريخ المسيحية في الهند.

## الخلفية
تم عزل النساء في الهند في هذه المرحلة في ظل نظام البردا؛ حيث تم حصرهن في أماكن مخصصة للنساء تُعرف باسم الزنانة التي كان يُمنع دخول الرجال غير المرتبطين بها، كانت بعثات زنانة مكونة من مبشّرات يمكنهن زيارة النساء الهنديات في منازلهن بهدف جعلهن يعتنقون الديانة المسيحية.
جعل نظام بردا استحالة على العديد من النساء الهنديات وخاصةً النساء ذوات المكانة العالية أن يحصلن على الرعاية الصحية وكان العديد منهن يمتن ويعانون دون مبرر، من خلال التدريب كأطباء وممرضات كان من الممكن قبول نساء بعثات زنانة من قبل نساء الهند بطريقة لم يكن الرجال ليقبلوها.

## التاريخ

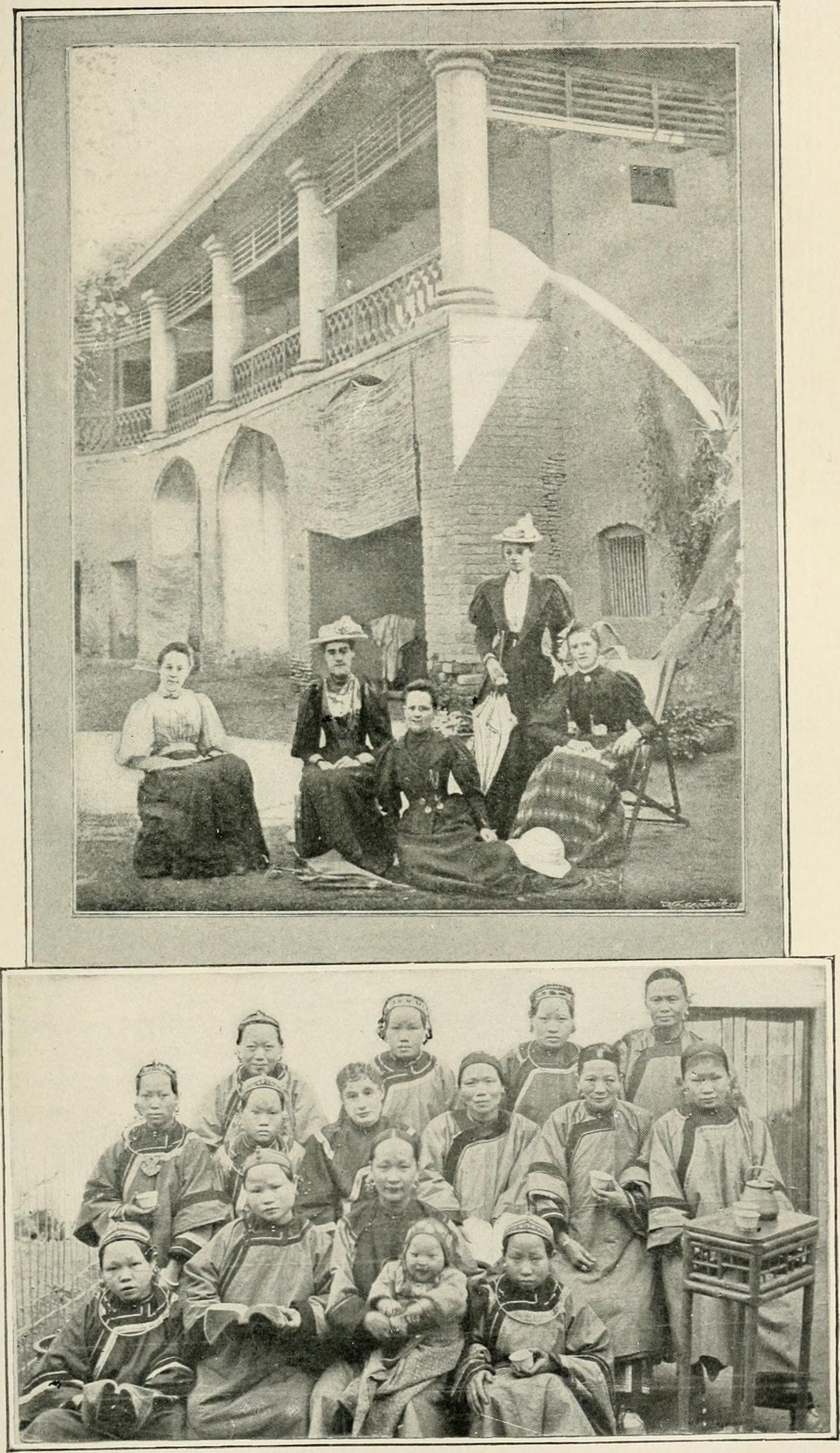
المبشّرات في بلاط منزل بعثات زنانة، بيشاور (أعلاه) ؛ فئة المحطة في سايونع، فوكين، الصين (أدناه)

دشنت جمعية التبشير المعمدانية بعثات زينانا في الهند في منتصف القرن ال19 ونتجت بعثات زينانا الأولى عن اقتراح مقدم من توماس سميث في عام 1840 وبداية المهمة في عام 1854 تحت إشراف جون فورديس. تُعرف هانا كاثرين مولينز بأنها أحد أكثر عمال زنانة كفاءة في الهند وفازت على إثرها  بلقب "رسول زيناناس." أنشأت السيدة مولينز مدرسة صغيرة في بهاوانيبور في عام 1856 تضم ثلاثة وعشرين طالبًا تتراوح أعمارهم بين ثمانية أعوام وعشرين عامًا. تأسست مدرسة كلكتا العادية في نفس العام لتدريب النساء الأصليات على عمل زنانة.
توسعت بعثات زنانة في خدمتها بحلول عام 1880 وفتحت مدارس لتوفير التعليم للفتيات؛ بما في ذلك مبادئ الإيمان المسيحي وشمل هذا البرنامج أيضا زيارات منزلية وإنشاء مستشفيات للنساء وفتح أجنحة منفصلة للنساء في المستشفيات العامة. كمجتمع واحد فإن بعثة زينانا للكتاب المقدس والطب شاركت في تجنيد الطبيبات سواء عن طريق إقناع الطبيبات في أوروبا للحضور إلى الهند أو عن طريق تشجيع النساء الهنديات لدراسة الطب في سعيهن لاعتناقهم المسيحية، نتيجة لذلك ساعدت بعثات زنانة في كسر تحيز الذكور ضد الطب الاستعماري في الهند إلى حد ما.
توسعت بعثات زينانا إلى الرعاية الصحية في عام 1930 وتم افتتاح مستشفى إليزابيث نيومان من قبل بياتريس ماريان سميث. ساعدت هذه المستشفى ذو الستين سريرًا في عمليات نقل الدم وولادة الأطفال وحالات الأنيميا بين الرجال والنساء والأطفال والأشخاص من جميع أنحاء كشمير بالهند.
ألهم عمل المعمدين في تشكيل جمعية التبشير البريطانية الأنجليكانية وشاركت كنيسة جمعية زينانا التبشيرية في إنجلترا (تأسست عام 1880) في إرسال المبشرين إلى مقرات التبشير في دول مثل الهند (القرنين 19 و 20) وأواخر أسرة تشينغ الصين، ابتداء من عام 1884. كان مبشرون زنانا يملكون مؤسسات في تريفاندروم, بالامكوتا (كلية سارا تاكر) وفي ماسوليباتنام ومادراس في جنوب الهند، و ميروت، جابالبور، كلكتا وأمريتسار في شمال الهند.

## نساء الكتاب المقدس في الهند
عُرفت النساء المسيحيات الهنديات المتعلمات اللاتي عملن كمساعدين لمبشرين زنانة باسم نساء الكتاب المقدس، لقد أتوا من عائلات بارزة وعملوا بين النساء الفقيرات في القرى والبلدات والمستشفيات والمدارس وما إلى ذلك، ساعدت نساء الكتاب المقدس في سد الفوارق الثقافية الشاسعة بين المبشرين الإنجليز وسكان القرية، استخدمت نساء الكتاب المقدس أفكار السكان الأصليين للتعليم والتبشير بأفكارهم للإله المسيحي لنساء شبه القارة الهندية، استخدمن الموسيقى للوصول إلى جمهورها الواسع - لجذب المزيد من النساء وتوفير شرح لآيات من الكتاب المقدس. ارتدت نساء الكتاب المقدس الساري الأبيض وحملن الأناجيل المغطاة بالقماش ليمثلن هويتهن الطاهرة، توقفوا عن ارتداء المجوهرات وحرموا أنفسهم من جميع أشكال الغرور. قامت نساء الكتاب المقدس بأدوار مختلفة في بعثات زنانة مثل؛ التدريس في مدارس البنات التي حضرتها جميع الفصول، زارت نساء الكتاب المقدس زنانة وعلمن النساء والفتيات هناك وبُشرن بالقيم الدينية وعملوا من أجل الصالح العام للمرأة. كما زاروا النساء الأصليات في المستشفيات والمنازل وقدمن خدمات ومرافق الرعاية الصحية.

## روابط خارجية
- إيما ريموند بيتمان بعثات زنانة الهندية . لندن: جون سنو ، [1890؟ ]
- هيلين كاثرين ماكنزي: الحياة في البعثات والمعسكر وزينانة ؛ أو ست سنوات في الهند. لندن: ريتشارد بنتلي ، 1853.